# 无线电

偶极子天线正在向外放射无线电波的动画。图中的黑线表示的是电场。图中央的天线是两个竖直的金属棒，由发送器（图中未画出）向天线输送交流电。电压在天线的两端来回交替，有时为正(+)，有时为负(−)。天线由此产生的电场以光速行进，图中所示的黑环即为无线电波。动画已放慢，实际速度比这个要快得多。

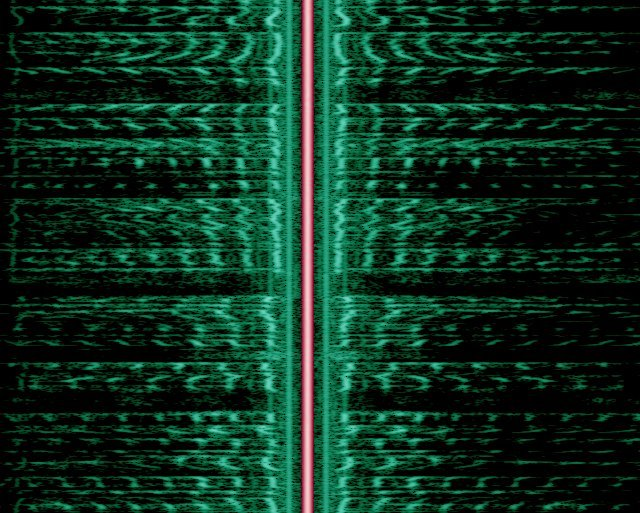
AM訊號在频谱仪（瀑布图）上

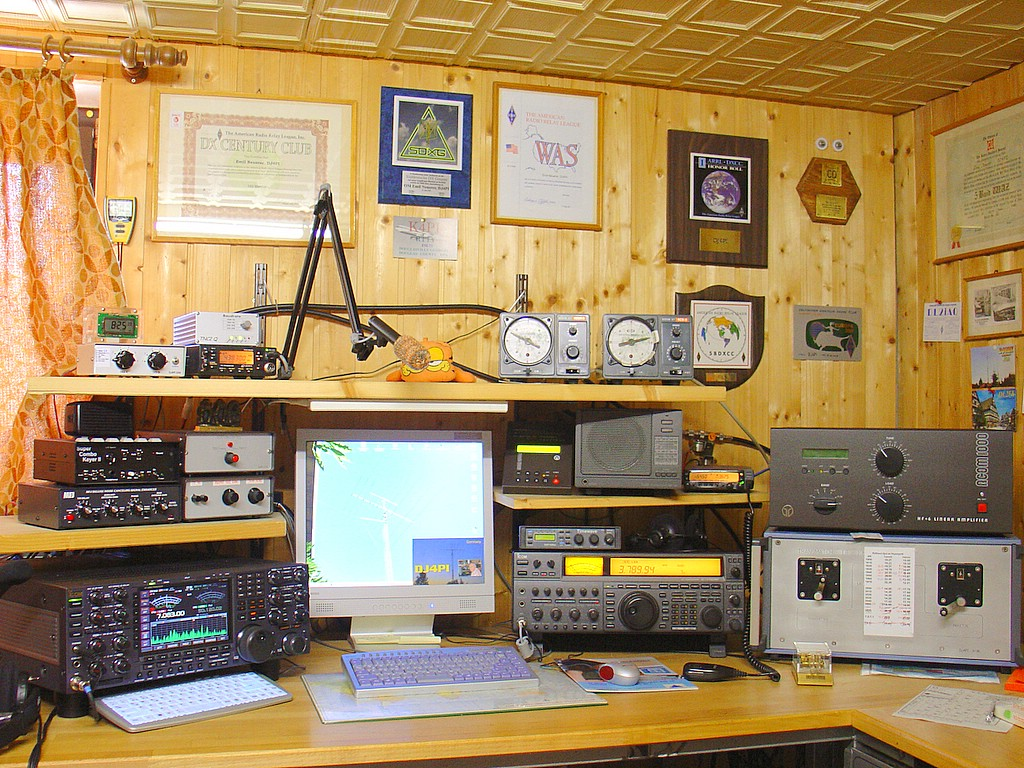
現代數位化電腦式無線電發報機

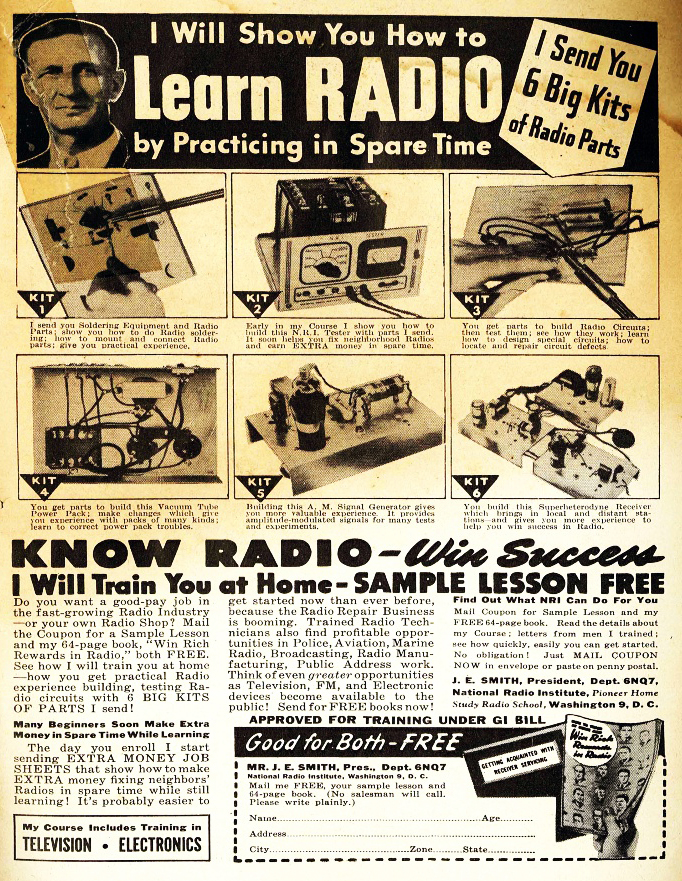
美國早期的收音機廣告

無線電（英語：radio waves）是无线电波的简称、又称射頻電波、電波、射頻，属一种电磁波，是在自由空間（包括空氣和真空）傳播的電磁波。在電磁波譜上，其波长比红外线（IR）长。无线电波的频率範圍為300GHz以下，其對應的波長範圍為1毫米以上；即频率介于300 GHz到3 kHz之间，但也有定义将任何1 GHz或3 GHz以上的电波划为微波。当频率在300 GHz时，无线电波对应的波长为1（0.039英寸）；在3 kHz时，波长为100（62英里）。和其他电磁波一样，无线电波也以光速行进。自然界中的无线电波，主要是由闪电或者宇宙天体形成。由人工產生的無線電波，被應用在無線通訊、廣播、雷達、通訊衛星、導航系統、電腦網路等應用上。
无线电波由无线电发射器产生，并由无线电接收器使用天线接收。无线电波在现代技术中广泛用于固定和移动无线电通信、广播、雷达和无线电导航、通信卫星、无线计算机网络等。不同频率的无线电波在地球大气层中具有不同的传播特性；长波可以在山脉等障碍物周围衍射并随地球表面进行传播（地波），较短的波可以从电离层被反射并传播至地平线以外（天波），而短得多的波长则很少弯曲或衍射并继续以视线传播，因此它们的传播距离仅限于地平線。
为了防止不同无线电台之间的干扰，无线电波的人为操作行为受到法律的严格监管，由国际电信联盟（ITU）协调，该国际机构将无线电波定义为“在太空中传播的频率低于 3,000 GHz的电磁波”。 无线电频谱根据频率分为多个无线电频段，分配不同的用途。

单极天线发射的无线电波的电场（E）和磁场（H）示意图（中心的黑色垂直线）。如右下角的相图所示，E 场和 H 场是垂直的。

無線電發射機，藉由交流電，經過振盪器，變成高频率交流電，產生電磁場，而經由電磁場可產生無線電波。無線電波像磁鐵，有同性相斥、異性相吸的現象。同類電子會互相排斥，因此當無線電波射出時，會將前方電波往前推，當連續電波一直射出來時，電波就會在空氣中傳播。
無線電技術是通過無線電波傳播訊號的技術，其原理在於，導體中電流強弱的改變會產生無線電波。利用這一現象，通過調製可將信息加載於無線電波之上。當電波通過空間傳播到達收信端，電波引起的電磁場變化又會在導體中產生電流。通過解調將訊息從電流變化中提取出來，就達到了資訊傳遞的目的。
麥克斯韋最早在他遞交給英國皇家學會的論文《電磁場的動力理論》中闡明了電磁波傳播的理論基礎。他的這些工作完成於1861年至1865年之間。
海因里希·魯道夫·赫茲在1886年至1888年間首先通過試驗驗證了麥克斯韋爾的理論。他證明了無線電輻射具有波的所有特性，並發現電磁場方程可以用偏微分方程表達，通常稱為波動方程。
1906年聖誕前夜，范信達在美國麻薩諸塞州採用外差法實現了歷史上首次無線電廣播。范信達廣播了他自己用小提琴演奏「平安夜」和朗誦《聖經》片段。位於英格蘭切爾姆斯福德的馬可尼研究中心在1922年開播世界上第一個定期播出的無線電廣播娛樂節目。

## 发现和利用
1867 年，苏格兰数学物理学家 詹姆斯·克拉克·麦克斯韦（James Clerk Maxwell）在数学理论上首次预测了无线电波。 他的数学理论，现在称为麦克斯韦方程组，预测耦合的电场和磁场可以作为“电磁波”穿过空间。麦克斯韦提出光是由波长很短的电磁波组成的。 1887 年，德国物理学家海因里希·赫兹（Heinrich Hertz）在他的实验室中通过实验产生无线电波证明了麦克斯韦电磁波的真实性， 表明它们表现出与光相同的波特性：驻波、折射、衍射和偏振。意大利发明家古列尔莫·马可尼在 1894-1895 年左右开发了第一台实用的无线电发射器和接收器。他因无线电获得了 1909 年的诺贝尔物理学奖。无线电通信在 1900 年左右开始在商业上使用。现代术语“无线电波”在 1912 年左右取代了原来的名称“赫兹波”。

半波偶极子天线正在接收无线电波。天线由连接到接收器R的两个金属棒组成。入射波的电场（E ，绿色箭头）推动天线中的电子来回移动，使两端交替充电（+）和负（-） 。由于天线的长度是波长的二分之一，振荡场会在棒中感应出电压驻波（ V ，由红色波段表示）和电流。振荡电流（黑色箭头）沿传输线向下流动并通过接收器（由电阻R表示）。

## 無線電通訊的发明
關於誰是無線電通訊的發明人還存在爭議，由于定義不同，英国、法国、俄国都有其說法，但一般定義為完整系统的開發者，對此一般都認為是意大利人及諾貝爾獎得獎人馬可尼。但另有傳聞認為是尼古拉·特斯拉。
1893年，尼古拉·特斯拉在美國密蘇里州聖路易斯首次公開展示了無線電通信。在為「費城佛蘭克林學院」以及全國電燈協會做的報告中，他描述並演示了無線電通信的基本原理。他所製作的儀器包含電子管發明之前無線電系統的所有基本要素。
亚历山大·波波夫于1895年5月7日他在彼得堡物理和化学协会物理学部年会上演示了他制成的一架无线电接收装置－雷电指示器，这一天后来被俄罗斯定为“无线电日”庆祝。俄罗斯人认为他才是无线电的发明人。
古列爾莫·馬可尼擁有通常被認為是世界上第一個無線電技術的專利，英國專利12039號，「電脈衝及信號傳輸技術的改進以及所需設備」。
尼古拉·特斯拉1897年在美國獲得了無線電技術的專利。然而，美國專利局于1904年將其專利權撤銷，轉而授予馬可尼發明無線電的專利。這一舉動可能是受到馬可尼在美國的經濟後盾人物，包括湯瑪斯·愛迪生，安德魯·卡耐基影響的結果。1909年，馬可尼和卡尔·费迪南德·布劳恩由於「發明無線電報的貢獻」獲得諾貝爾物理學獎。
1898年，馬可尼在英格蘭切爾姆斯福德的霍爾街開辦了世界上首家無線電工廠，雇傭了大約50人。
1943年，在特斯拉去世后不久，美国最高法院重新认定特斯拉的专利有效。这一决定承认他的发明在马可尼的专利之前就已完成。有些人认为作出这一决定明显是出于经济原因。这样二战中的美国政府就可以避免付给马可尼的公司专利使用费。

## 收發機制
用於遠程通信的無線電系統通常包含以下的部件。無線電技術經過100多年的發展，這些收發機制的實現方法已經變得多種多樣，而現代的工程師可以根據實際需求選擇最優的方法。

### 調製和發射器
每個無線電系統都具有發射器。發射器的功能藉由能夠製造出所需振盪頻率的交流電源所實現。發射器含有用於調製的系統。其功能是將電源輸送來的信號加以修改，並藉此傳遞信息。最簡單的調製方法是不時地切斷電源，正如拍電報時發報員的工作。這種簡單的調製，手工就能完成。而現代無線電通訊所需的複雜調製則涉及到許多交流電屬性的細微調整，如振幅、頻率和相位（而且往往同時調節的參數不止一個）。隨後，發射器將調製後的信號傳遞給調諧過的共振天線。此舉能將震盪電流轉化為電磁波，並以無線的形式傳播（有時會受到偏振的影響）。

音頻訊號（最上方圖）可藉由調幅或調頻射電傳送

載波調幅藉由調整信號振幅（即信號強度），使之與所要傳遞的訊號的變化相同步，而傳送訊息。例如，信號強弱可用於描述話筒傳出的聲震動情況，或者用於確定電視熒幕上某個畫素的熒光情況。世界上首個聲訊電台採用的便是此種調製方式，而時至今日它仍被廣泛使用。"AM"目前常用於指中波廣播電台。
如右圖所示，在調幅這種調諧方式下，所產生的電磁波頻率並不隨時間推移而發生變化。
調頻則是通過調整載波的頻率來達到送信的目的。這種情況下，載波的瞬時頻率同步於所傳遞的訊號的瞬時頻率。數位訊號的傳遞可以藉由將載波在數個離散的頻率間切換來實現。此技術被稱為頻率偏移調變。
FM現時常指甚高頻高保真廣播。無線電視的音軌訊號也是通過超高頻信道傳送的。

### 天線

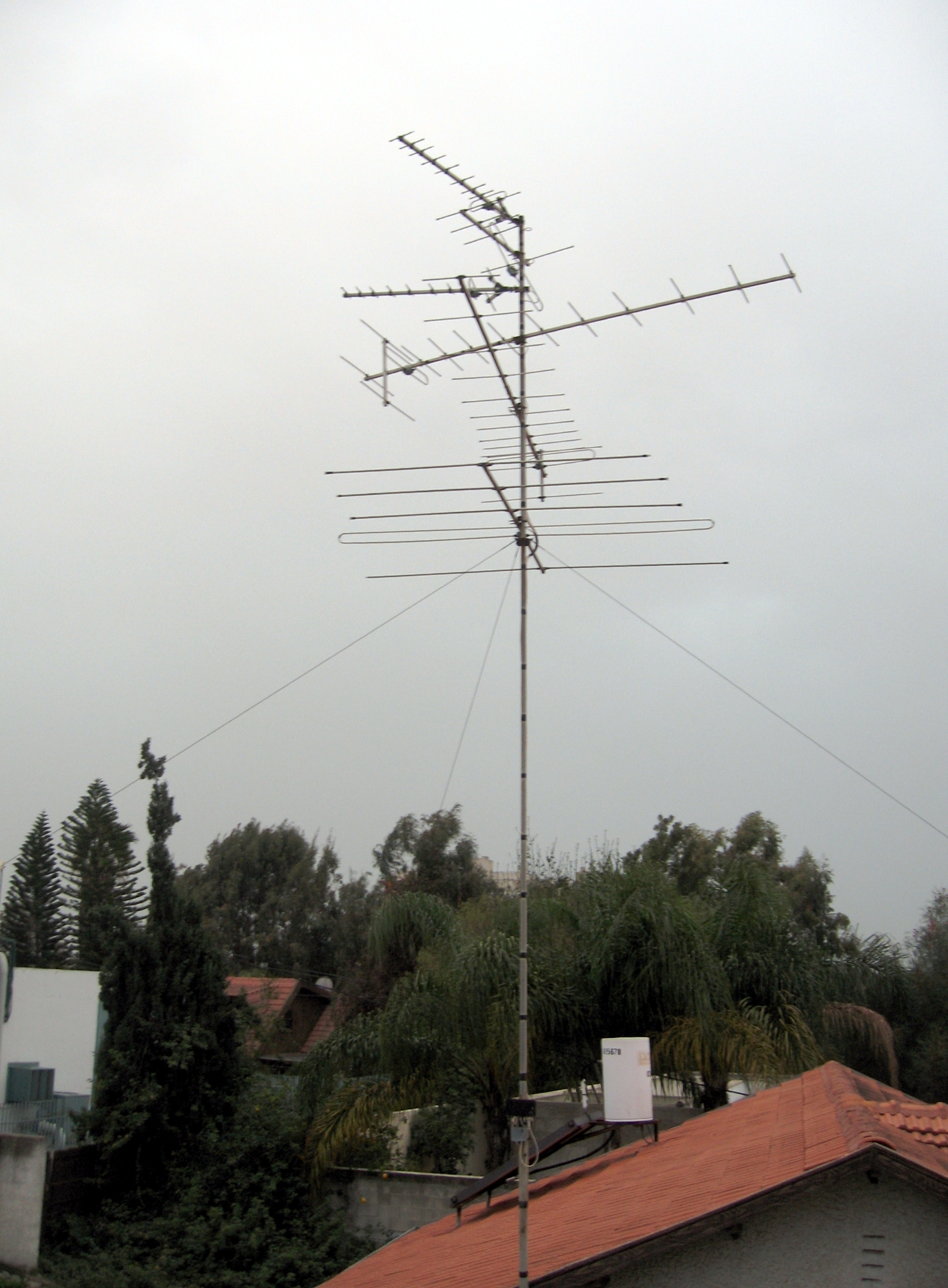
屋頂的電視天線，屬於八木天线。

天線可以將電流轉換為無線電波，也可以將無線電波轉換為電流。常配合发送器或接收器一起使用。在傳輸時，发送器會產生震盪的無線電頻率電流到天線上，而天線會產生電磁輻射。在接收時，天線會拮取電磁波的部份能量，產生微小的電壓，再透過接收器放大。天線可以用來傳送及接收的用途。

### 传播
電磁波產生後，可以在空間中直接傳播，但其路徑也可能被反射、折射及繞射等影響。電磁波的強度會因幾何距離而變小（平方反比定律），有些情形下介質也會吸收能量。雜訊也會影響電磁波的訊號，電磁干擾的來源可能是自然的，也可是人造的（例如其他電磁波傳送器或是非蓄意輻射）。雜訊也可能因為設備本身的特性而產生，如果雜訊的強度太大，就無法分辨電磁波中的訊號及雜訊，這也是無線電通訊的基本限制

### 諧振
無線電中的諧振電路可以選擇接收特定頻段的信號。諧振電路可以只針對特定頻率的信號有較大的響應，對其他特定頻率信號的響應會較小，因此無線電接收器可以區分不同頻率下的信號。

### 接收器和解調

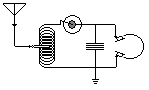
一台矿石收音机，其中包括天线、可變電阻、線圈、貓鬚整流器、電容器、耳機及接地

電磁波可以用調諧過的天线接收其訊號。天線可以拮取一些電磁波的能量，變成電路中的諧振電流。接收器可以將電流解調，轉換成可用的訊號。接收器一般也會調諧到可以接收特定頻段的訊號，拒絕其他頻段的信號。
早期的無線電系統只靠天線拮取到的能量來產生訊號。後來發明了像真空管及電晶體等電子設備，可以將微弱的訊號放大，因此無線電就更為普及。無線電的應用包括無線對講機、兒童的玩具、到無人行星探測任務先鋒計劃的控制，也包括廣播及其他的應用。
无线电接收机從天線中接收訊號，利用電子濾波器從天線接收到的訊號中分離出想要的訊號，再利用放大器將訊號放大到適合後續處理的準位，最後將訊號轉換為使用者需要的形式，例如聲音、影像、數位資料、量測值及導航的位置等。

### 無線電頻段
| 不同頻段電磁波的比較 |                 |                   |                     |
| 名稱                 | 波長            | 頻率              | 光子能量（eV）      |
| 伽馬射線             | 小於 0.01 nm    | 大於 10 EHz       | 100 keV - 300+ GeV  |
| X光                  | 0.01 to 10 nm   | 30 PHz - 30 EHz   | 120 eV to 120 keV   |
| 紫外線               | 10 nm - 400 nm  | 30 EHz - 790 THz  | 3 eV to 124 eV      |
| 可見光               | 390 nm - 750 nm | 790 THz - 405 THz | 1.7 eV - 3.3 eV     |
| 紅外線               | 750 nm - 1 mm   | 405 THz - 300 GHz | 1.24 meV - 1.7 eV   |
| 微波                 | 1 mm - 1 meter  | 300 GHz - 300 MHz | 1.24 meV - 1.24 µeV |
| 无线电               | 1 meter - km    | 300 MHz - 3 Hz    | 1.24 meV - 12.4 feV |

无线电的頻率範圍從數Hz到300GHz，不過商業上重要的无线电頻段只佔其中的一小部份。其他頻率超過无线电的電磁波包括微波、紅外線、可見光、紫外線、X光及伽馬射線。由於无线电頻率範圍內的光子能量太小，無法游離原子中的電子，因此无线电歸類為非游離輻射。

## 无线电的用途

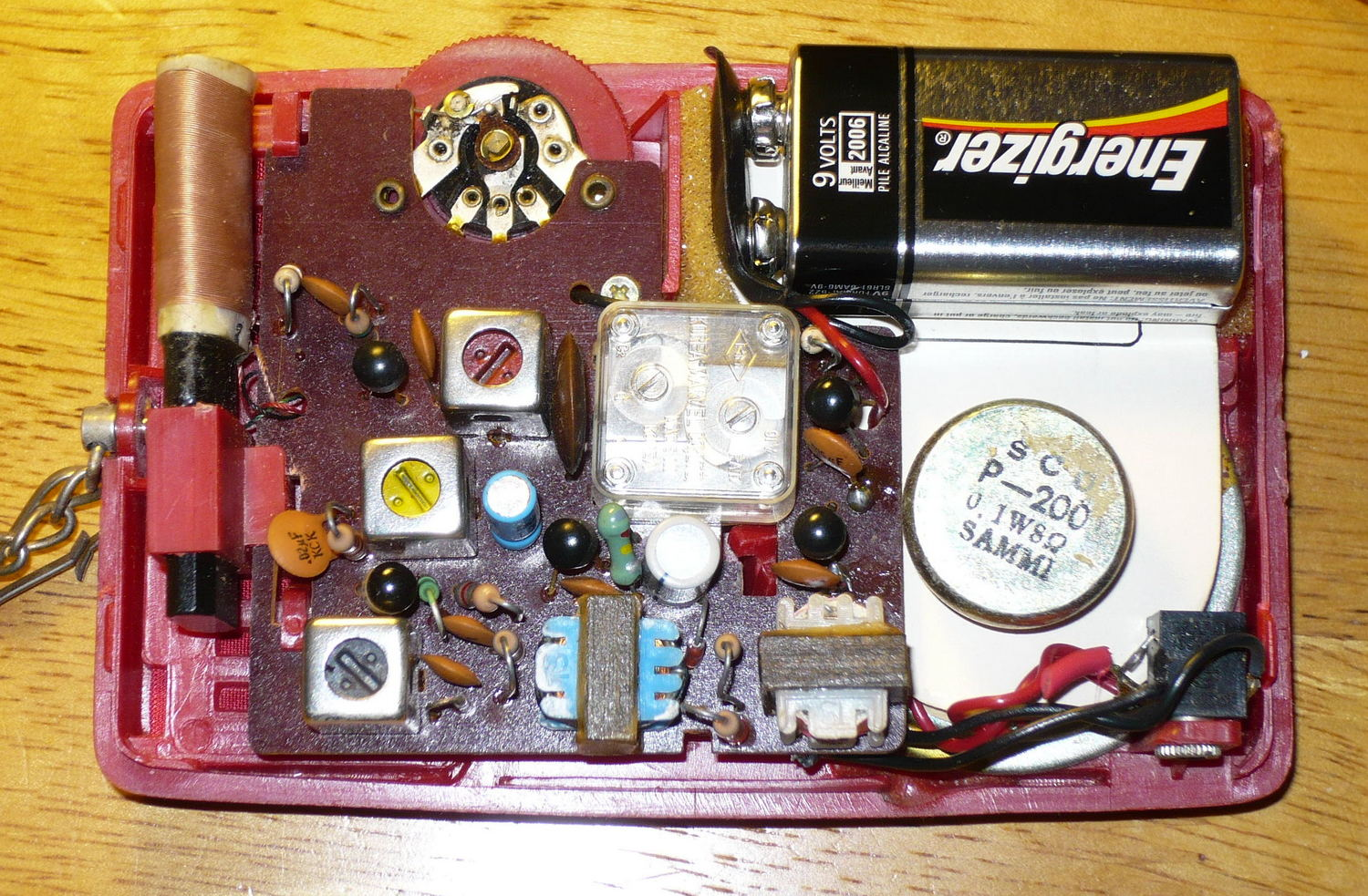
七十年代超外差晶体管收音机线路

无线电的最早应用于航海中，使用摩尔斯电报在船与陆地间传递信息。现在，无线电有着多种应用形式，包括无线数据网，各种移动通信以及无线电广播等。
以下是一些无线电技术的主要应用:

### 广播

#### 音频：无线电广播

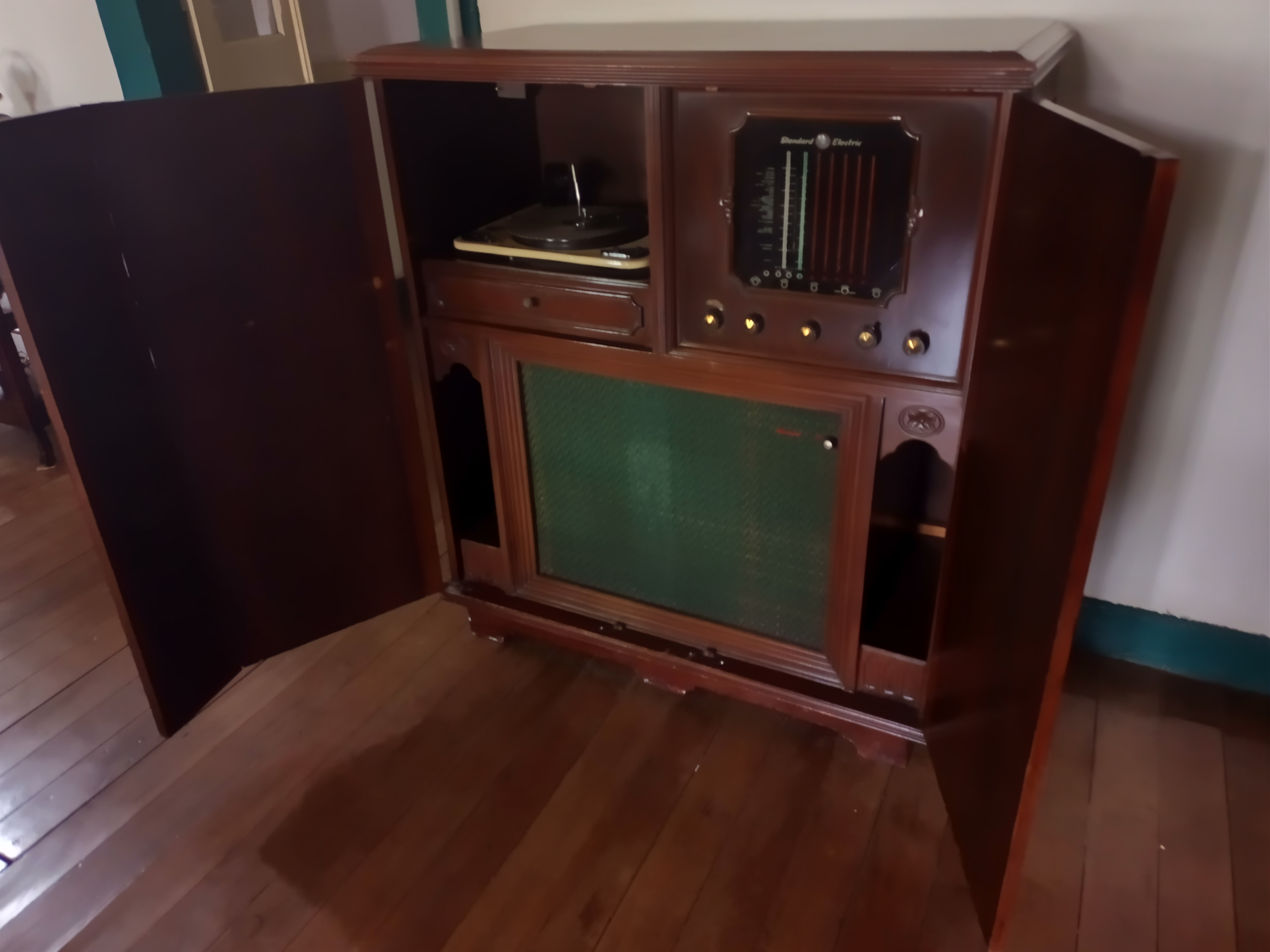
兼具收音机和电唱机的可移动设备，科洛诺博物馆（巴西聖萊奧波爾迪娜）收藏品

- 声音广播的最早形式是航海无线电报。它采用开关控制连续波的发射与否，由此在接收机产生断续的声音信号，即摩尔斯电码。
- 调幅广播可以传播音乐和声音。调幅广播采用幅度调制技术，即话筒处接受的音量越大则电台发射的能量也越大。 这样的信号容易受到诸如闪电或其他干扰源的干扰。
- 調頻廣播可以比調幅廣播更高的保真度傳播音樂和聲音。對頻率調製而言，話筒處接受的音量越大對應發射信號的頻率越高。調頻廣播工作於甚高頻段（Very High Frequency, VHF）。頻段越高，其所擁有的頻率帶寬也越大，因而可以容納更多的電台。同時，波長越短的無線電波的傳播也越接近於光波直線傳播的特性。
- 調頻廣播的邊帶可以用來傳播數位訊號如，電台標識、節目名稱簡介、網址、股市信息等。在有些國家，當被移動至一個新的地區後，調頻收音機可以自動根據邊帶信息自動尋找原來的頻道。
- 航海和航空中使用的话音电台应用VHF调幅技术。这使得飞机和船舶上可以使用轻型天线。
- 政府、消防、警察和商业使用的电台通常在专用频段上应用窄带调频技术。这些应用通常使用5KHz的带宽。相对于调频广播或电视伴音的16KHz带宽，保真度上不得不作出牺牲。
- 民用或军用高频话音服务使用短波用于船舶，飞机或孤立地点间的通讯。大多数情况下，都使用单边带技术，这样相对于调幅技术可以节省一半的频带，并更有效地利用发射功率。
- 地面中繼式無線電（Terrestial Trunked Radio, TETRA）是一種為軍隊、警察、急救及交通等特殊部門設計的數字集群電話系統。

#### 视频：电视广播
- 通常的模拟电视信号采用将图像调幅，伴音调频并合成在同一信号中传播。
- 数位电视采用H.264图像压缩技术，由此大约仅需模拟电视信号1/16的带宽。

### 通信

#### 电话
- 蜂窝电话或移动电话是当前最普遍应用的无线通信方式。蜂窝电话覆盖区通常分为多个小区。每个小区由一个基站发射机覆盖。理论上，小区的形状为蜂窝状六边形，这也是蜂窝电话和蜂窝网络名称的来源。当前广泛使用的移动电话系统标准包括：GSM、CDMA和LTE。
- 卫星电话存在两种形式：國際海事衞星組織和铱星系统。两种系统都提供全球覆盖服务。國際海事衞星組織使用地球同步卫星，需要定向的高增益天线。铱星则是低轨道卫星系统，直接使用手机天线。
- TETRA系統具有無線電話的功能。

#### 数据传输
- 数字微波传输设备、卫星等通常采用正交幅度调制。QAM调制方式同时利用信号的幅度和相位加载信息。这样，可以在同样的带宽上传递更大的数据量。
- IEEE 802.11是當前無線區域網的標準，採用2.4GHz或5GHz頻段，數據傳輸速率為11 Mbps或54 Mbps。
- 蓝牙（Bluetooth）是一種短距離無線通訊的技術。
- IEEE 802.15.4（ZigBee）是低功耗個域網協議。據此協議的技術是一種短距離、低功耗的無線通信技術。ZigBee主要適用於自動控制和遠程控制領域，支持地理定位功能，是一種介於無線標記技術和藍牙技術之間的技術提案。Zig-Bee主要特點是工作頻段免執照； 1個節點工作6～24個月；協議簡單且免費，成本低廉。

#### 警用无线电

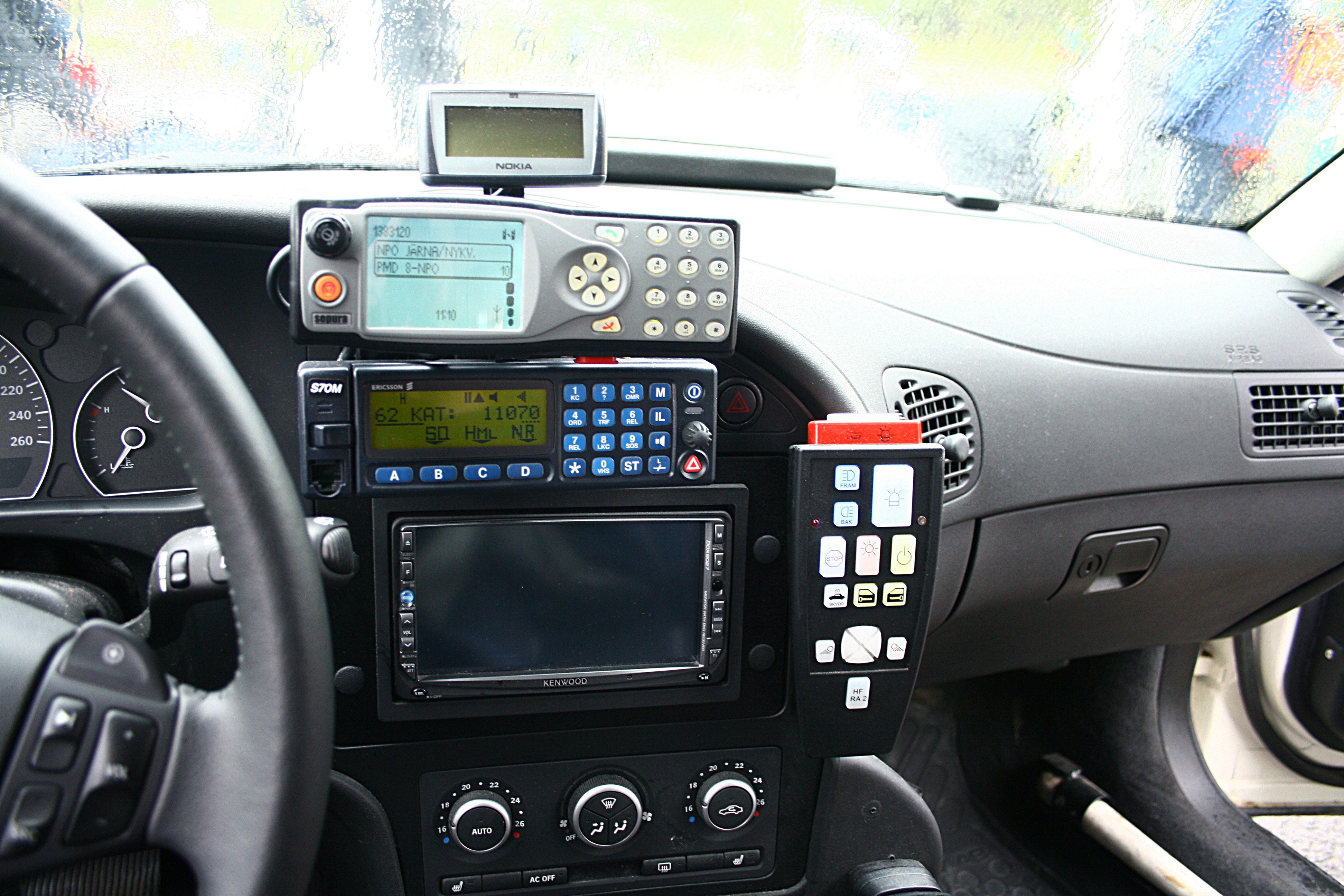
警車用無線電

#### 业余无线电

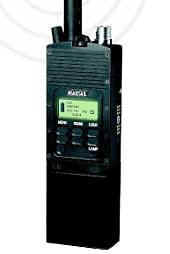
軍用手持無線電通話器

- 业余无线电是无线电爱好者参与的无线电台通讯。业余无线电台可以使用整个频谱上很多开放的频带。爱好者使用不同形式的编码方式和技术。有些后来商用的技术，比如调频，单边带调幅，数字分组无线电和卫星信号转发器，都是由业余爱好者首先应用的。

### 辨識
- 利用主動及被動無線電裝置可以辨識以及表明物體身分。（參見射频识别）

### 定位与导航
- 所有的卫星导航系统都使用装备了精确时钟的卫星。导航卫星播发其位置和定时信息。接收机同时接受多颗导航卫星的信号。接收机通过测量电波的传播时间得出它到各个卫星的距离，然后计算得出其精确位置。
- Loran系统也使用无线电波的传播时间进行定位，不过其发射台都位于陆地上。
- VOR系统通常用于飞行定位。它使用两台发射机，一台指向性发射机始终发射并象灯塔的射灯一样按照固定的速率旋转。当指向型发射机朝向北方时，另一全向发射机会发射脉冲。飞机可以接收两个VOR台的信号，从而通过推算两个波束的交点确定其位置。
- 无线电定向是无线电导航的最早形式。无线电定向使用可移动的环形天线来寻找电台的方向。

#### 紧急服务
- 無線電緊急定位信標（emergency position indicating radio beacons, EPIRBs），緊急定位發射機或個人定位信標是用來在緊急情況下對人員或測量通過衛星進行定位的小型無線電發射機。它的作用是提供給救援人員目標的精確位置，以便提供及時的救援。

### 雷达
- 雷达通过测量反射无线电波的延迟来推算目标的距离。并通过反射波的偏振和频率感应目标的表面类型。
- 导航雷达使用超短波扫描目标区域。一般扫描频率为每分钟两到四次，通过反射波确定地形。这种技术通常应用在商船和长距离商用飞机上。
- 多用途雷达通常使用导航雷达的频段。不过，其所发射的脉冲经过调制和偏振化以便确定反射体的表面类型。优良的多用途雷达可以辨别暴雨、陆地、车辆等等。
- 搜索雷达运用短波脉冲扫描目标区域，通常每分钟2－4次。有些搜索雷达应用多普勒效应可以将移动物体同背景中区分开来
- 寻的雷达采用于搜索雷达类似的原理，不过对较小的区域进行快速反复扫描，通常可达每秒钟几次。
- 气象雷达与搜索雷达类似，但使用圆偏振波以及水滴易于反射的波长。风廓线雷达利用多普勒效应测量风速，多普勒雷达利用多普勒效应检测灾害性天气。

### 加热
- 微波炉利用高功率的微波对食物加热。（注：一种通常的误解认为微波炉使用的频率为水分子的共振频率。而实际上使用的频率大概是水分子共振频率的十分之一。）

### 动力
- 无线电波可以产生微弱的静电力和磁力。在微重力条件下，这可以被用来固定物体的位置。
- 宇航动力: 有方案提出可以使用高强度微波辐射产生的压力作为星际探测器的动力。

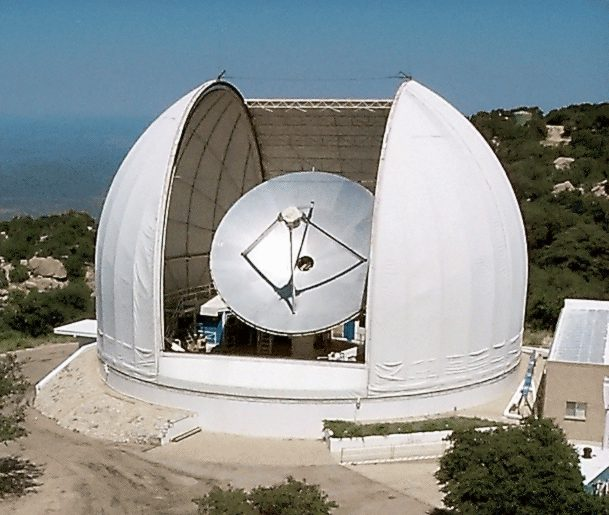
射电天文望远镜

### 遙距操控
- 無線電被應用在各種需要遙距控制的設備上。操控者透過發射器發出指令而設備上的接收器則根據所收到來自發射器的指令對設備上的各部份進行操作。例子有無人架駛偵察機、各種遙控模型、各種機械人等。

### 天文學
- 是通过射电天文望远镜接收到的宇宙天体发射的无线电波信号可以研究天体的物理、化学性质。這門學科叫射电天文学。